# Доњи Вињани
Доњи Вињани су насељено место у саставу града Имотског, Сплитско-далматинска жупанија, Република Хрватска.

## Историја
До територијалне реорганизације у Хрватској налазили су се у саставу старе општине Имотски.

## Становништво
На попису становништва 2011. године, Доњи Вињани су имали 2.169 становника.
| Број становника по пописима | Број становника по пописима | Број становника по пописима | Број становника по пописима | Број становника по пописима | Број становника по пописима | Број становника по пописима | Број становника по пописима | Број становника по пописима | Број становника по пописима | Број становника по пописима | Број становника по пописима | Број становника по пописима | Број становника по пописима | Број становника по пописима | Број становника по пописима |
| --------------------------- | --------------------------- | --------------------------- | --------------------------- | --------------------------- | --------------------------- | --------------------------- | --------------------------- | --------------------------- | --------------------------- | --------------------------- | --------------------------- | --------------------------- | --------------------------- | --------------------------- | --------------------------- |
| 1857                        | 1869                        | 1880                        | 1890                        | 1900                        | 1910                        | 1921                        | 1931                        | 1948                        | 1953                        | 1961                        | 1971                        | 1981                        | 1991                        | 2001                        | 2011                        |
| 1.459                       | 1.584                       | 820                         | 1.027                       | 1.100                       | 1.307                       | 2.844                       | 1.345                       | 1.845                       | 1.894                       | 1.917                       | 1.971                       | 1.952                       | 2.056                       | 2.063                       | 2.169                       |

Напомена: Насеља под именом Доњи Вињани и Горњи Вињани исказују се од 1880. У 1857. и 1869. исказано је насеље под именом Вињани. За то бивше насеље садржи податке у наведеним годинама. У 1921. садржи податке за насеље Горњи Вињани, а за припадајући део насеља и део података у 1857. и 1869.

### Попис1991.
На попису становништва 1991. године, насељено место Доњи Вињани је имало 2.056 становника, следећег националног састава:
| Попис 1991.‍   | Попис 1991.‍  | Попис 1991.‍ | Попис 1991.‍ | Попис 1991.‍ |
| ------------- | ------------ | ----------- | ----------- | ----------- |
|               |              |             |             |             |
| Хрвати        | Хрвати       |             | 2.029       | 98,68%      |
| Црногорци     | Црногорци    |             | 3           | 0,14%       |
| Југословени   | Југословени  |             | 1           | 0,04%       |
| Срби          | Срби         |             | 1           | 0,04%       |
| Словенци      | Словенци     |             | 1           | 0,04%       |
| неопредељени  | неопредељени |             | 5           | 0,24%       |
| непознато     | непознато    |             | 16          | 0,77%       |
| укупно: 2.056 |              |             |             |             |